# Universidad del Bío-Bío

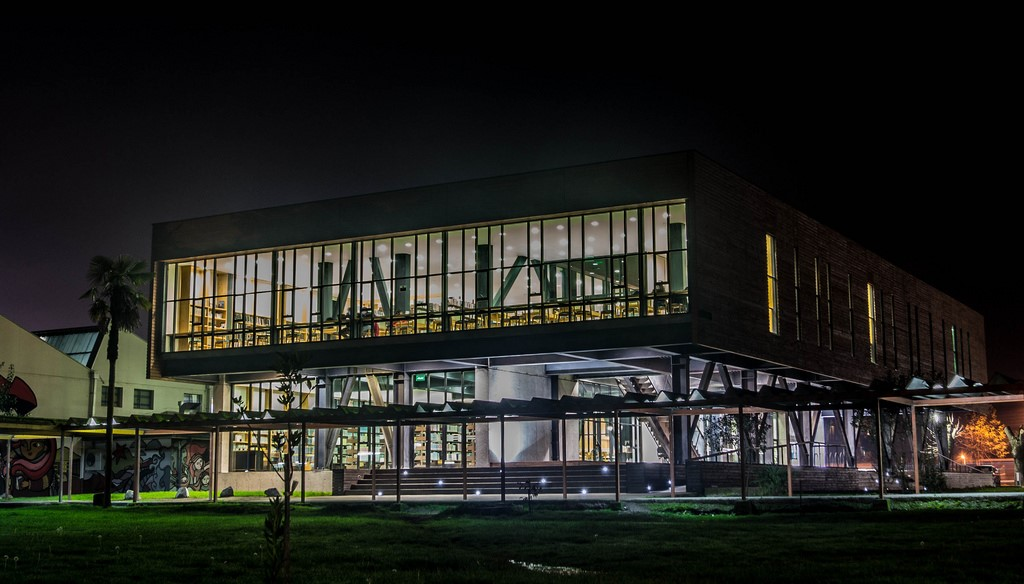
Biblioteka Uniwersytetu Bío-Bío (2018)

Universidad del Bío-Bío – chilijska uczelnia wyższa założona w 1947 roku. Znajduje się w Concepción, Chile.